# Tachystola
Tachystola is een geslacht van vlinders van de familie sikkelmotten (Oecophoridae), uit de onderfamilie Oecophorinae.

## Soorten
- T. acroxantha (Meyrick, 1885)
- T. cerochyta Turner, 1940
- T. hemisema (Meyrick, 1885)
- T. homoleuca (Meyrick, 1885)
- T. insinuata Meyrick, 1914
- T. proxena (Meyrick, 1914)
- T. thiasotis (Meyrick, 1885)